# Qin Gang
Qin Gang (chinois : 秦刚 ; pinyin : Qín Gāng), né le 19 mars 1966 à Tianjin et disparu depuis le 25 juin 2023, est un diplomate, homme politique chinois et ministre des Affaires étrangères du 30 décembre 2022 au 25 juillet 2023.

## Biographie

### Formation et vie privée
Qin Gang est né à Tianjin le 19 mars 1966. Il est diplômé en droit de l'université des relations internationales (en) à Pékin en 1988.
Qin Gang est marié et père d'un enfant. Il est amateur de basket-ball.

### Carrière diplomatique
Qin Gang entre au ministère des Affaires étrangères en 1992, à la direction de l'Europe de l'Ouest. De 1995 à 1999, il travaille à l'ambassade de Chine au Royaume-Uni en tant que troisième puis second secrétaire. En 1999, il retourne au ministère à la direction de l'Europe de l'Ouest comme directeur adjoint. Puis en 2002, il est de nouveau nommé à l'ambassade de Chine au Royaume-Uni, comme conseiller. De 2005 à 2010, il officie comme directeur général adjoint du département de l'information et porte-parole du ministère des Affaires étrangères. 
En septembre 2010, Qin Gang est nommé envoyé spécial de la république populaire de Chine au Royaume-Uni. En décembre 2011, il retourne à Pékin pour occuper le poste de directeur général du département de l'information du ministère des Affaires étrangères. De 2014 à 2017, Qin Gang est directeur général du département du protocole du ministère. Il devient ministre adjoint des Affaires étrangères de Chine en 2017, puis vice-ministre des Affaires étrangères de Chine en septembre 2018.
Qin Gang fait partie d'une nouvelle génération de diplomates chinois, qualifiés de « loups guerriers » très offensifs sur les réseaux sociaux, dans le cadre d'un durcissement diplomatique chinois initié par Xi Jinping.

### Ambassadeur de Chine aux États-Unis
En juillet 2021, Qin Gang est nommé ambassadeur de la république populaire de Chine aux États-Unis, succédant à Cui Tiankai,.
En janvier 2022, dans une interview à la radio publique américaine NPR, Qin Gang qualifie le génocide des Ouïghours de « fabrications, mensonges et désinformation ».
En octobre 2022, lors du 20e congrès national du Parti communiste chinois, Qin Gang est élu parmi les 200 membres permanents du 20e comité central.

### Ministre des Affaires étrangères
En décembre 2022, Qin Gang est nommé ministre des Affaires étrangères, succédant à Wang Yi,. Il démissionne de ses fonctions d'ambassadeur le 5 janvier 2023.
Le 11 juillet 2023, le porte-parole du ministère chinois des Affaires étrangères Wang Wenbin annonce que Qin Gang n'assistera pas aux réunions des ministres des Affaires étrangères de l'ASEAN tenues à Jakarta, en Indonésie, les 13 et 14 juillet, pour des raisons de santé selon le gouvernement. Il y est remplacé par son prédécesseur Wang Yi, directeur du Bureau de la Commission centrale des affaires étrangères.
Qin n'a pas été aperçu en public depuis le 25 juin 2023 et n'a pas rencontré de chef de la diplomatie en visite, dont la secrétaire au Trésor américaine Janet Yellen et l'ancien secrétaire d'État américain Henry Kissinger,. Son absence est l'une des raisons de l'annulation de la visite du représentant pour les affaires étrangères et la politique de sécurité de l'Union européenne Josep Borrell en Chine en juillet.
Le 25 juillet 2023, Qin est remplacé au poste de ministre des Affaires étrangères par son prédécesseur Wang Yi,. Le 24 octobre 2023, la CCTV confirme son limogeage – conjointement à celui du ministre de la Défense Li Shangfu – et indique que Qin Gang n'est plus conseiller d'État.
Il aurait eu une relation extraconjugale avec la journaliste Fu Xiaotian alors qu'il était diplomate. Ils auraient eu ensemble un enfant né aux États-Unis. Selon deux sources anonymes citées par Politico Europe, Qin Gang serait mort en juillet 2023 par suicide ou par la torture. 